# Kusak czerwonopokrywy
Kusak czerwonopokrywy (Staphylinus (Staphylinus) erythropterus) – gatunek chrząszcza, z rodziny kusakowatych i podrodziny Staphylininae.

## Opis
Osiąga  od 14 do 18 mm (lub do 16) długości ciała. Aparat gębowy, odnóża i nasadę czułków ma żółtoczerwone, a czoło i szyję złocisto owłosione. Głowa szersza niż długa, a skronie dwukrotnie dłuższe od oczu. Na ciemieniu wyraźnie zaznaczona linia środkowa. Głowa i przedplecze z delikatnym, gęstym punktowaniem. Pokrywy brunatnoczerwone. Przedplecze, głowa i odwłok czarne. Odnóża czerwonobrązowe
Wśród polskich przedstawicieli podrodzaju Staphylinus s. str. wyróżnia się złocistozółto owłosioną tarczką i brakiem złocistych włosków na tylnym brzegu przedplecza. Plamy złocistych włosków występują u niego tylko na tergitach IV, V i VI (brak ich na I, II i III).

## Biologia i ekologia
Występuje w lasach: w ściółce, mchu i górnej warstwie gleby oraz na wilgotnych terenach otwartych: w odchodach i gnijących resztach. Drapieżnik polujący na larwy i poczwarki owadów. W Polsce okres rozrodczy przypada na maj i czerwiec, a przepoczwarczenie na sierpień.

## Rozprzestrzenienie
Zamieszkuje Europę, Rosję, Azerbejdżan i Turcję.  